# Simopone oculata
Simopone oculata är en myrart som beskrevs av Alexander G. Radchenko 1993. Simopone oculata ingår i släktet Simopone och familjen myror. Inga underarter finns listade i Catalogue of Life.